# Amphibalanus poecilotheca
Amphibalanus poecilotheca is een zeepokkensoort uit de familie van de Balanidae. De wetenschappelijke naam van de soort is voor het eerst geldig gepubliceerd in 1911 door Kruger.